# Andrej Makajonak

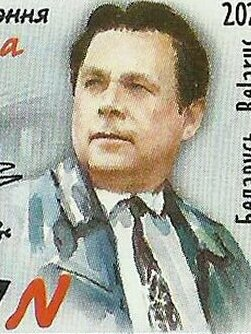
Andrej Makajonak auf einer belarussischen Briefmarke, 2020

Andrej Jahorawitsch Makajonak (belarussisch Андрэй Ягоравіч Макаёнак, wissenschaftliche Transliteration Andrej Jahoravič Makaënak; russisch Андрей Егорович Макаёнок „Andrei Jegorowitsch Makajonok“; * 12. November 1920 in Borchow, Kreis Rogatschow, Gouvernement Gomel; † 16. November 1982 in Minsk) war ein belarussisch-sowjetischer Dramatiker, der vor allem Komödien und Tragikomödien sowohl für die Bühne als auch für Filme schrieb.

## Leben
Makajonak wurde 1920, mitten im Russischen Bürgerkrieg, in einem kleinen Dorf bei Rahatschou in einer Bauernfamilie geboren. Er besuchte die Sekundarschule in Schurawitschy, die er 1938 abschloss, und danach eine Militärschule, aus der er jedoch entlassen wurde. 1939 wurde er in die Rote Armee eingezogen. Seine Division nahm an der anglo-sowjetischen Invasion des Iran teil, Makajonak wurde dabei aber noch nicht in Kampfhandlungen verwickelt. Danach wurde er in den Kaukasus verlegt, 1942 bei der Kertsch-Feodossijaer Operation auf der Krim schwer verwundet und schied aus dem Kriegsdienst aus. 1945 trat er der Kommunistischen Partei von Belarus bei. Ab 1949 arbeitete er für die belarussische Satirezeitschrift Woschyk („Igel“) und wurde Mitglied im Schriftstellerverband der UdSSR. Bis 1959 war er zudem als Sekretär des Parteibüros des Verbands belarussischer Schriftsteller tätig. Von 1966 bis 1978 leitete er die Zeitschrift Njoman. Von 1971 bis zu seinem Tod 1982 war er Abgeordneter des Obersten Sowjets der Weißrussischen Sozialistischen Sowjetrepublik. Er starb mit 62 Jahren in Minsk.

## Werk
Nach dem Zweiten Weltkrieg veröffentlichte Makajonak zunächst Humoresken und Essays in Zeitschriften. 1946 verfasste er sein erstes Theaterstück, den Einakter Dobra, kali dobra kantschajezza („Ende gut, alles gut“). Weder dieses noch viele weitere folgende Stücke wurden aber zu seinen Lebzeiten je veröffentlicht oder gespielt. Erst 1952 wurde eines seiner Stücke zum ersten Mal aufgeführt: Das politische Theater Na doswitku („Bei Sonnenaufgang“) wurde am Janka-Kupala-Theater in Minsk gegeben. In den folgenden 30 Jahren veröffentlichte er weitere Dramen, in der Regel Komödien und Tragikomödien mit satirischer Spitze gegen die herrschenden Zustände, die sich auch über Belarus hinaus großer Beliebtheit erfreuten. In seinem letzten Stück Dychajze ekanomna („Atmet sparsam“), das erst posthum erschien, beschäftigte er sich mit den Folgen einer atomaren Katastrophe.
Makajonak schrieb auch Drehbücher und betätigte sich als Übersetzer russischer Stücke ins Belarussische. So übersetzte er unter anderem Dramen von Leonid Sorin und Konstantin Simonow.
Seine Komödie Heilige Einfalt erschien 1976 als Bühnenmanuskript in einer deutschen Übersetzung von Werner Creutziger und wurde am Maxim-Gorki-Theater Berlin aufgeführt. Am 13. März 1977 sendete der Rundfunk der DDR eine Hörspielbearbeitung unter der Regie von Helmut Hellstorff und mit Musik von Wolfgang Schoor. Es sprachen: Hans Teuscher, Kurt Böwe, Ruth Kommerell, Evelin Schuster, Helga Piur, Wilfried Ortmann, Joachim Tomaschewsky, Hans-Joachim Hanisch, Detlev Witte und Wilfried Braumann.

## Werke

### Theaterstücke
- Na doswitku, 1952
- Wybatschajze, kali laska!, Komödie, 1954
- Kab ljudzi ne schurylisja, 1959
- Ljawonicha na arbize, Komödie, 1961
- Paharelzy, Tragikomödie, 1966
- Trybunal, 1970
- Tabletku pod jasyk, Komödie, 1973
- Swjataja prastata, Komödie, 1976
  - Heilige Einfalt. Eine sehr bedenkliche Komödie. Aus dem Russischen von Werner Creutziger. Henschelverlag, Berlin 1976.
- Sazjukany apostal, Tragikomödie, 1971
- Dychajze ekanomna, Tragikomödie, 1982

### Drehbücher
- W edinoj semje (Dokumentarfilm), 1957
- Stschastje nado beretsch (nach einer Novelle von Aljaksej Kulakouski), 1958[3]
- Kondrat Krapiwa (Dokumentarfilm über den belarussischen Schriftsteller Kandrat Krapiwa), 1961
- Rogaty bastion (Verfilmung von Makajonaks Komödie Ljawonicha na arbize), 1964[4]
- Posle jarmarki (Fernsehfilm nach der Komödie Paulinka von Janka Kupala, Regie Juryj Zwjatkou), 1972[5]
- Tribunal, 1973[6]
- Trybunal, 1981[7]